# 胆囊
膽囊，是位於右方肋骨下肝臟後方的梨形囊袋構造，有濃縮和儲存膽汁之用。

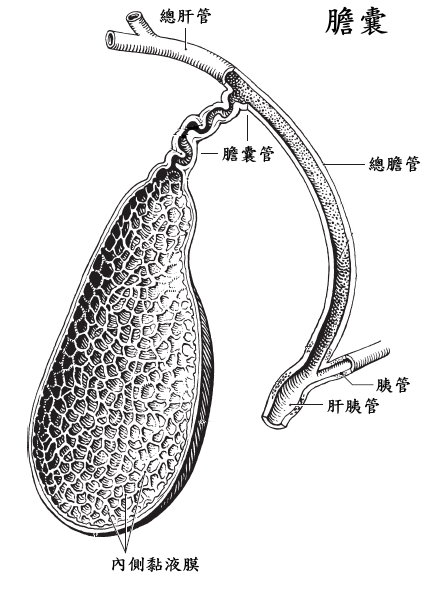
膽囊與膽管示意圖

## 結構
膽囊是一個有彈性的梨形囊袋。膽囊內的單層柱狀上皮細胞會分泌出粘液，構成粘膜。保護膽囊內壁免受膽汁腐蝕。

## 作用
膽囊的作用有濃縮和儲存膽汁。膽汁溶解脂肪及酒精，肝會不斷分泌膽汁，流進膽囊中儲存，並在需要時將膽汁送進消化道以協助消化脂肪。由肝臟下行的總肝管與膽囊管會合形成總膽管，總膽管經過胰臟，在肝胰壺腹膽汁與胰液混合，並排到十二指腸。
膽囊基本上由神经激素控制，胆囊收缩素(CCK) 导致胆囊收缩，將膽汁送到胆管裡。其他激素則讓膽囊放鬆以儲存胆汁。  

## 檢查

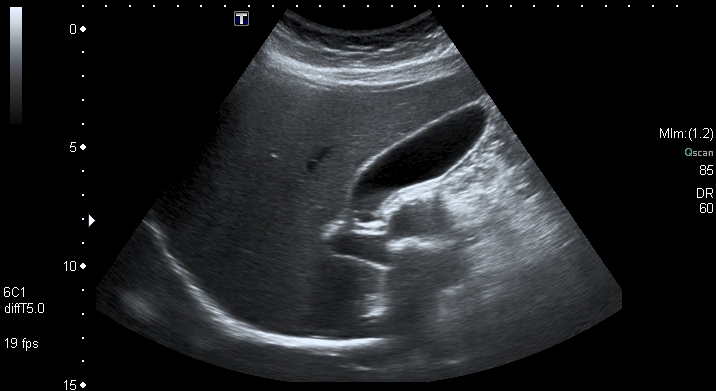
腹部超音波可檢查膽囊與總膽管

## 疾病
主條目：膽囊疾病
- 胆石症（胆结石）患者常無症状，但本症也可能引起陣發性疼痛，病人常伴有胆囊疾病的其他病徵與症狀，如恶心、呕吐，以及伴隨投射至背部的腹痛。切除膽囊可治癒本症。但要注意的是腹痛可能与其他肠道疾病混淆。 [4]
- 胆囊炎可為急性也可能是慢性，首選診斷是超音波檢查，可見胆囊壁厚度增加。急性膽囊炎病人抽血可能發現白血球增加。在慢性膽囊炎病人，雖然切除膽囊可治癒此症，但在老年、高危險病人不適合手術時，可以用药物治疗作為替代。急性膽囊炎病人先以抗生素治療以預防發生膿瘍，並以藥物止痛，在手術前一般不建議進食。 [3]
- 胆囊息肉是膽囊內的贅生物，最常见的是胆固醇息肉。有些会引起上腹部疼痛，但有些並無症狀。治療取決於息肉大小和症状，較小的息肉可以固定追蹤變化即可，但大于 10 毫米的息肉，由於潛在的惡性風險較高，一般建議進行膽囊切除術。  [5]
- 胆囊癌（胆囊恶性肿瘤）大多為腺癌，且早期多無症状，常在晚期才被发现，因而预后较差。膽囊癌成因有多種假設，例如胆囊炎、胆结石、种族、胆囊息肉、生活模式（如肥胖症）等等，可能較易發生膽囊癌。症状包括持续的右上腹疼痛、黄疸，已及觸診右上腹發現腫瘤。
- 胆道运动障碍：胆囊释出胆汁的速度異常导致慢性膽道绞痛。診斷時要先進行常用於檢查膽結石的檢查，以及注射膽囊收縮速並進行 HIDA 核醫扫描，以判斷膽囊的排出速率。查看射血分数。这种激素会导致胆囊释放胆汁。
- 胆囊切除术后综合征（胆固醇、水肿、穿孔、瘘管）
- 黄色肉芽肿性胆囊炎是罕见的胆囊疾病，雖然不是惡性腫瘤，但表徵類似胆囊癌。 [6] [7] 本症於1976 年由JJ McCoy, Jr. 及其同事首先發表。  [8]